# Yes (группа)
Yes (рус. Йес) — британская прогрессив-рок-группа, созданная в Лондоне в 1968 году. Несмотря на множество смен состава, временные распады и постоянные изменения в музыке, эта группа существует уже более 50 лет и всё ещё сохраняет огромное количество своих слушателей по всему миру. Музыка Yes характеризуется резкими динамическими контрастами, расширенной продолжительностью композиций и высочайшим исполнительским мастерством всех членов группы.  Yes часто использует симфонические и другие так называемые «классические» музыкальные структуры, смешивают разные стили, включают в свои произведения различные нововведения и создают в результате чрезвычайно светлую и полную идей музыку.

## История

### Ранние годы

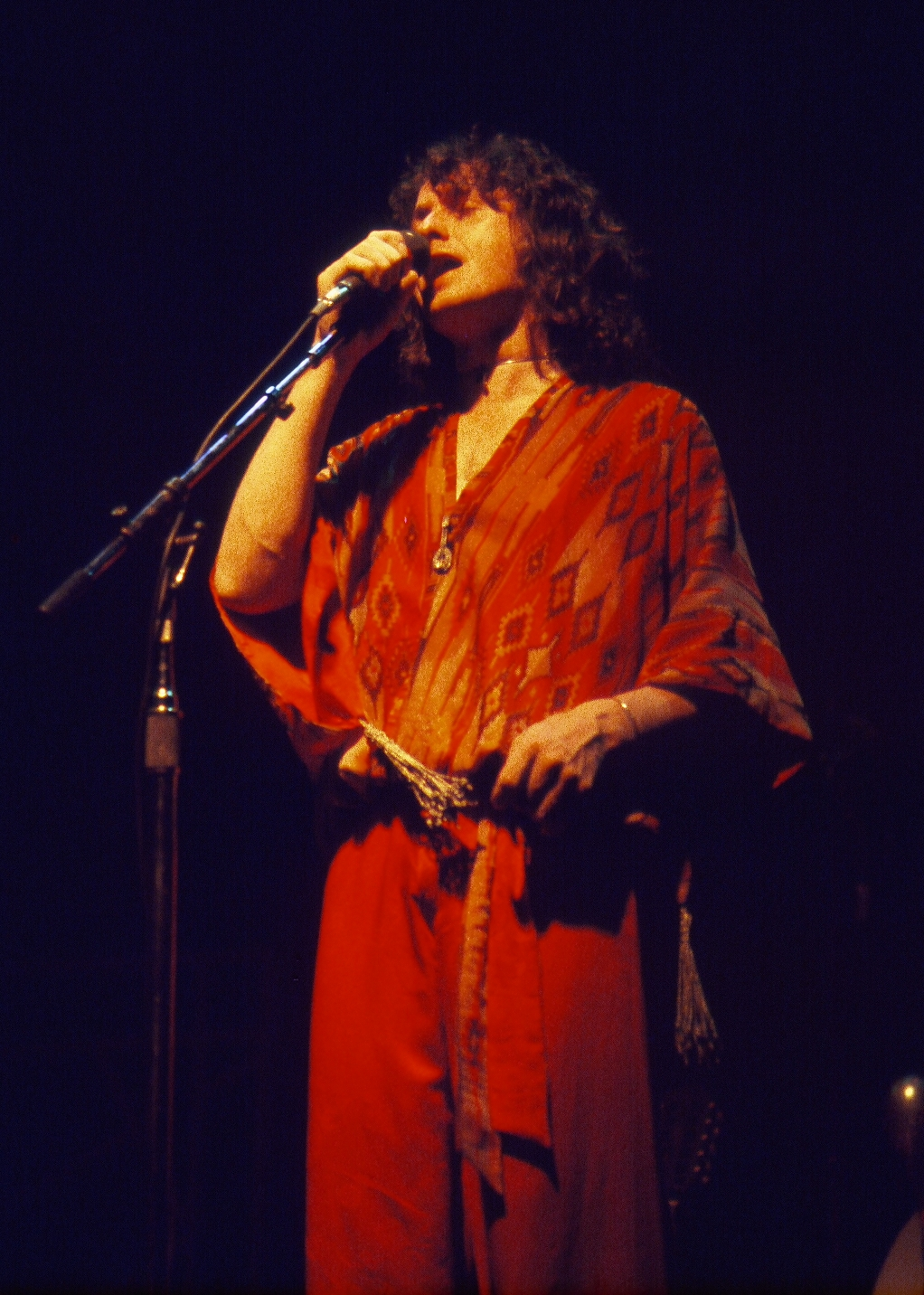
Джон Андерсон в 1977 году

Группа была основана в 1968 году вокалистом Джоном Андерсоном и басистом Крисом Сквайром, которые познакомились в одном из баров Лондона благодаря Джеку Берри из клуба Marquee. Андерсон до того момента уже успел поработать в группе своего брата Тони The Warriors, а также записал несколько сольных композиций под псевдонимом Ганс Кристиан. Сквайр выступал в команде The Syn, после распада которой посвятил целый год разработке собственного фирменного стиля игры, много позаимствовав при этом у басиста группы The Who Джона Энтвистла. Андерсон и Сквайр встретились в мае 1968 года в ночном клубе Сохо, где первый в то время работал. Музыканты сошлись на любви к Simon & Garfunkel, обнаружили общий интерес в развитии вокальных гармоний и решили соединить творческие силы.
Сквайр играл в то время в группе «Mabel Greer’s Toyshop», в состав которой вошёл в качестве вокалиста Андерсон. Вскоре к команде присоединился новый ударник Билл Бруфорд, откликнувшийся на объявление в Melody Maker. Гитарист Питер Бэнкс и клавишник Тони Кей завершили комплектование состава группы, получившей название Yes.

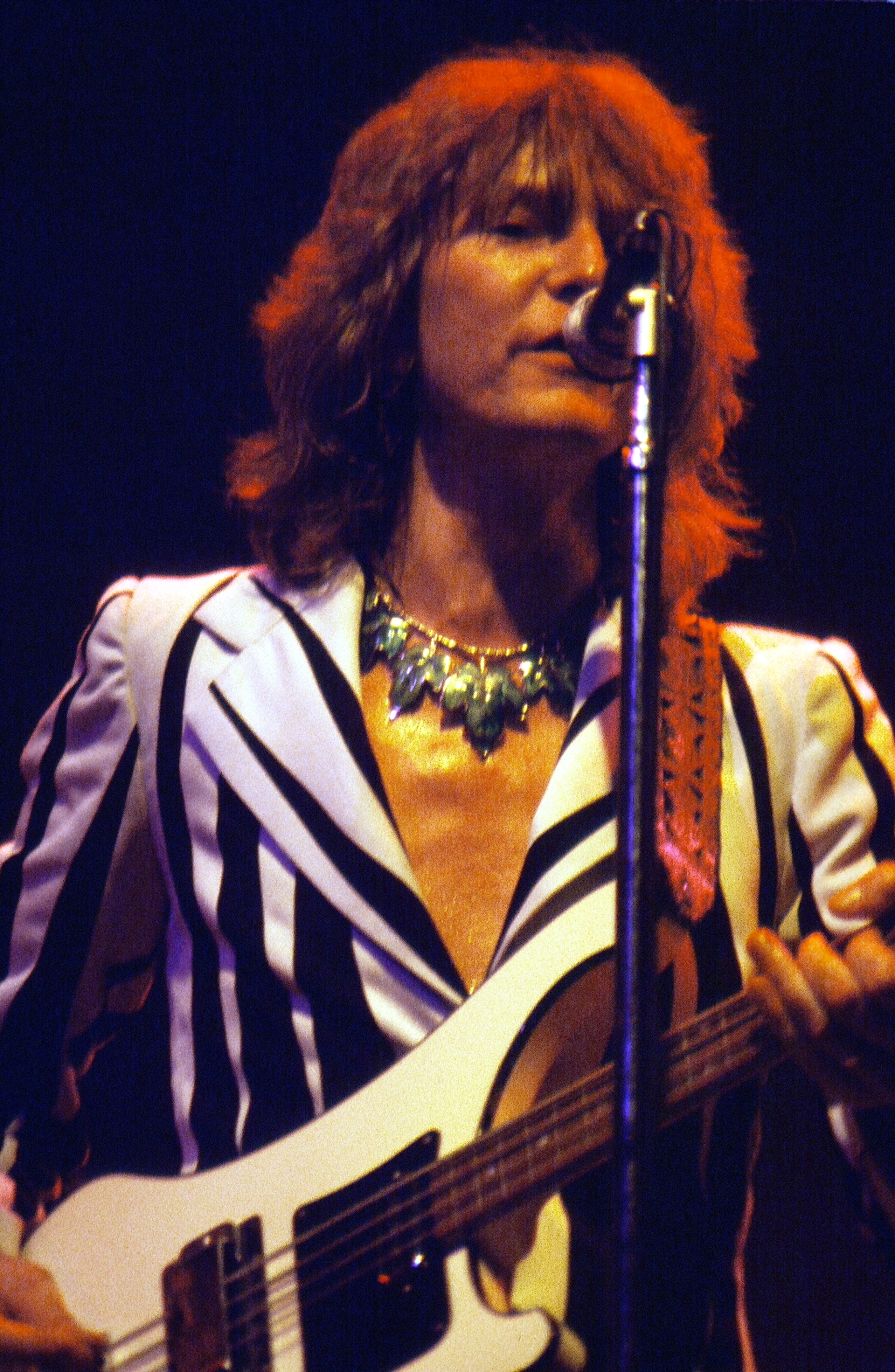
Крис Сквайр в 1978 году

Первый концерт группы состоялся 4 августа 1968 года в Rachel MacMillan College в Дептфорде. Вскоре после своего сценического дебюта Yes приняли участие в прощальном концерте команды Cream в Королевском Альберт-холле. Одной из отличительных черт группы Yes стала умелая переработка чужих композиций. Очень скоро заработав хорошую репутацию, группа была приглашена для выступлений в престижный клуб Marquee. Далее последовало первое выступление на радио в популярной программе Джона Пила. Своеобразный итог невероятно успешному старту команды подвёл обозреватель Melody Maker Тони Уилсон, назвав Yes наряду с Led Zeppelin самой перспективной молодой командой.
В июле 1969 года вышел дебютный одноимённый альбом Yes. Вокальные гармонии Андерсона, Бэнкса и Сквайра задавали общий возвышенный тон музыки. Исполнительское мастерство было на чрезвычайно высоком уровне. Центральное место на диске заняли джазовая обработка композиции The Byrds «I See You» и песня «Survival», ставшая яркой демонстрацией незаурядного мастерства музыкантов Yes в композиционном построении. Дебютная работа коллектива удостоилась положительной рецензии во влиятельном журнале Rolling Stone, отмечавшем «прекрасный стиль, вкус и утончённость».
В 1970 году был издан второй диск группы, на котором музыкантам Yes аккомпанировал симфонический оркестр. Time and a Word содержал в себе в основном оригинальные композиции и всего две кавер-версии. На этот раз были переосмыслены композиции Ричи Хэвенса («No Opportunity Necessary, No Experience Needed») и Стивена Стиллза («Everydays»). В целом эта работа Yes стала очередным шагом вперёд. Ещё до окончания работы над диском из группы был уволен Питер Бэнкс, на место которого пригласили гитариста Стива Хау (экс-Tomorrow). Он даже появился на обложке американского издания Time and a Word, по сути не являясь участником его записи.

### Мировое признание

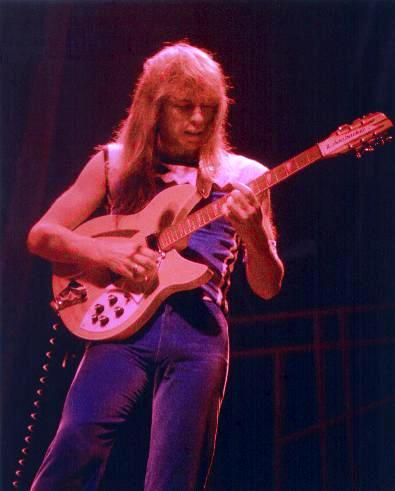
Стив Хау в 1977 году

Альбомы первой половины 1970-х, по мнению поклонников группы, содержат в себе классический саунд Yes. Звучание группы характеризовалось аранжировками, вдохновлёнными в большой мере классической музыкой, нестандартными ритмическими построениями, виртуозной игрой музыкантов, необычайным драматизмом, образной поэзией. Часто композиции группы выходили далеко за пределы стандартного трёхминутного песенного формата и являлись по сути настоящими сюитами, продолжавшимися до 20 минут и больше. Вокальные партии переплетались с объёмными инструментальными импровизациями, наполненными виртуозными гитарными и клавишными пассажами. Яркой и запоминающейся была необычайно высокая вокальная тональность Джона Андерсона, одного из лучших солистов в истории рок-музыки. Свою важную лепту вносила искушённая и изысканная игра клавишника Рика Уэйкмана и гитариста Стива Хау. Дополняли грандиозное музыкальное полотно полиритмические ударные Бруфорда и мелодичный бас Сквайра. Последний стал одним из первых бас-гитаристов, начавших применять в своей игре такие эффекты как тремоло, фазинг и wah-wah педали. В целом ритм-секция группы в лице сначала Сквайра и Бруфорда, а позднее Сквайра и Уайта считается многими одной из образцовых в рок-музыке.
Первые два альбома группы содержали в себе целый ряд кавер-версий исполнителей, во многом повлиявших на музыкантов Yes (в их числе The Beatles, The Byrds, Simon & Garfunkel). Появление в группе гитариста Стива Хау придало новый импульс творческому развитию команды. Третий диск группы — The Yes Album — содержал в себе уже лишь композиции, написанные участниками Yes. При записи этого и предыдущего альбомов в качестве звукорежиссёра участвовал Эдди Оффорд, внёсший огромный вклад в создание знаменитого звучания Yes.

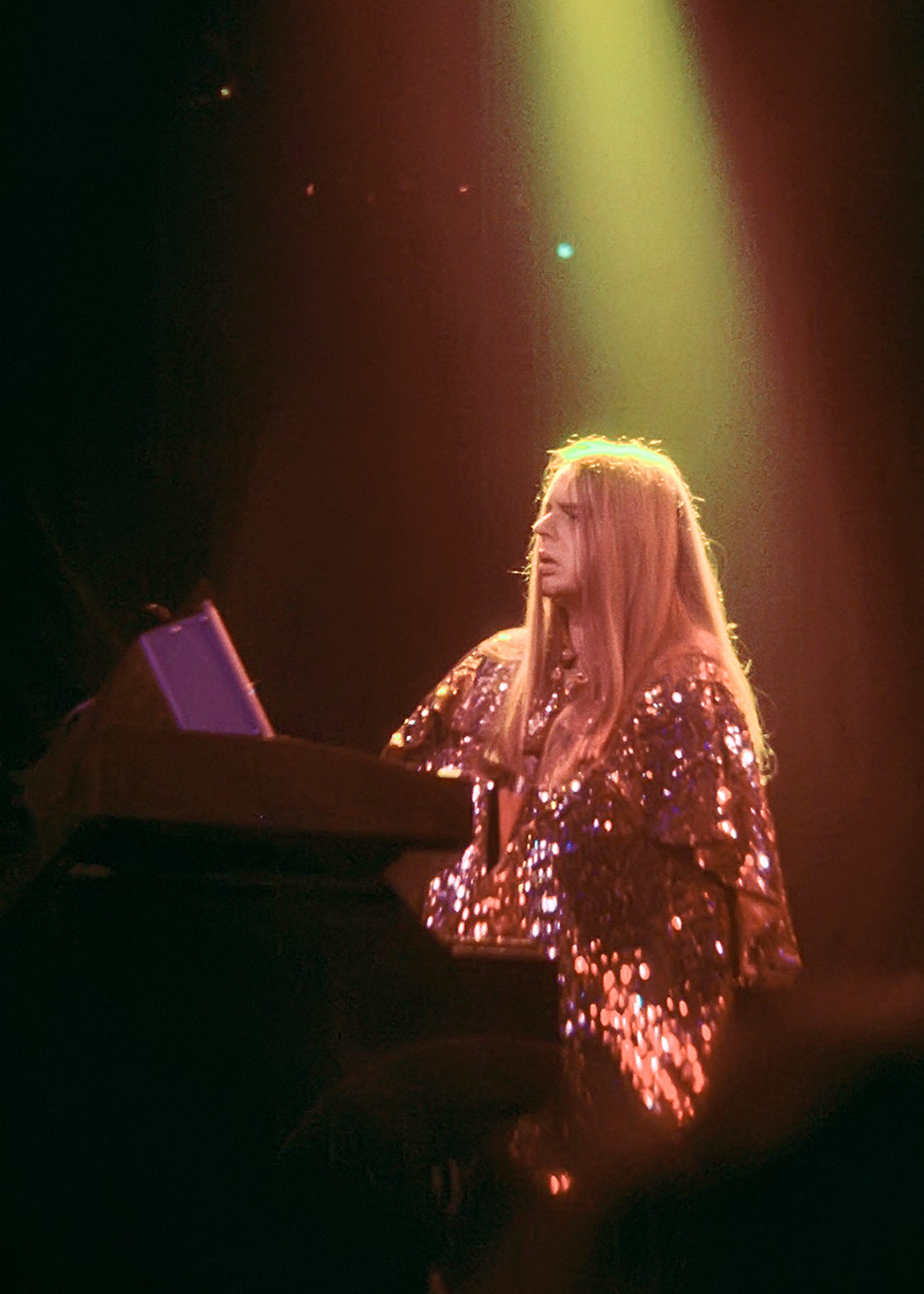
Рик Уэйкман в марте 1974 года

В 1971 году по обоюдному соглашению группу покинул клавишник Тони Кей. Главной причиной ухода стало его нежелание использовать в своей игре новые технологии. Новым клавишником группы стал Рик Уэйкман. До своего прихода в Yes Рик выступал в The Strawbs, Warhorse, а также сотрудничал с такими известными исполнителями, как Дэвид Боуи и Лу Рид. Уэйкман привнёс в инструментальный арсенал группы меллотрон и минимуг, значительно обогатившие звук группы.
Классический состав Yes в лице Андерсона, Бруфорда, Хау, Сквайра и Уэйкмана дебютировал с песней Пола Саймона «America». Эта композиция, наполненная органными пассажами, стала своеобразным водоразделом в истории группы. Закончился этап, когда группа в основном занималась переработкой чужого материала, и наступала новая эра, ставшая поистине «золотой» и вобравшая в себя все характерные моменты фирменного звучания Yes. В 1972 году один за другим были изданы два лучших альбома группы — Fragile и Close to the Edge (оба диска попали в лучшую десятку хит-парада США). Yes стали одним из наиболее востребованных концертных коллективов. Во время своих знаменитых живых выступлений музыканты группы умело использовали звуковые и световые эффекты. Следует также отметить великолепное оформление обложек пластинок Yes. Начиная с альбома Fragile, фирменный стиль группы было поручено разрабатывать известному художнику-оформителю Роджеру Дину.
В самый разгар успеха о своём желании покинуть Yes заявил барабанщик Бруфорд, принявший предложение стать участником King Crimson. Новым ударником коллектива стал бывший участник Plastic Ono Band Алан Уайт, игра которого была более традиционной. Уайт был вынужден в срочном порядке разучить концертный репертуар Yes, так как группа должна была в скором времени отправиться на гастроли. Алан явно пришёлся ко двору и более тридцати лет являлся постоянным участником команды.
Первый концертный альбом Yessongs стал весьма амбициозным проектом группы. Это был один из первых тройных дисков. Роджер Дин порадовал поклонников Yes шикарным оформлением диска, в основу которого были положены фантастические ландшафты. Очередное творение группы вновь стало бестселлером и по итогам недавнего голосования вошло в двадцатку величайших альбомов рок-музыки. Был выпущен фильм[какой?], запечатлевший лучшие моменты концертных выступлений Yes того периода. Видео изобиловало гитарным пассажам Стива Хау и разнообразными психоделическими визуальными эффектами.
Двойной студийный альбом Tales From Topographic Oceans стал наиболее амбициозной и противоречивой работой группы и вызвал совершенно полярные мнения. Каждая сторона диска содержала в себе по одной 20-минутной композиции, что в принципе уже стало привычным песенным форматом группы, однако, по мнению музыкальных критиков, на сей раз музыкантам Yes изменило чувство меры, вследствие чего их работа стала слишком претенциозной и напыщенной. Вокалист Джон Андерсон заявлял впоследствии, что проблема была в том, что высокие идеи не были подкреплены соответствующей энергетикой. Своё недовольство большей частью материала выражал и клавишник Уэйкман. Тем не менее, несмотря на все свои недостатки, Tales From Topographic Oceans до сих пор признаётся многими слушателями как один из шедевров прогрессивного рока. Одно можно сказать точно — это произведение Yes, вызвав острую дискуссию, никого не оставило равнодушным, что само по себе явилось позитивным фактором, как для творцов, так и для дальнейшего развития рок-музыки в целом.

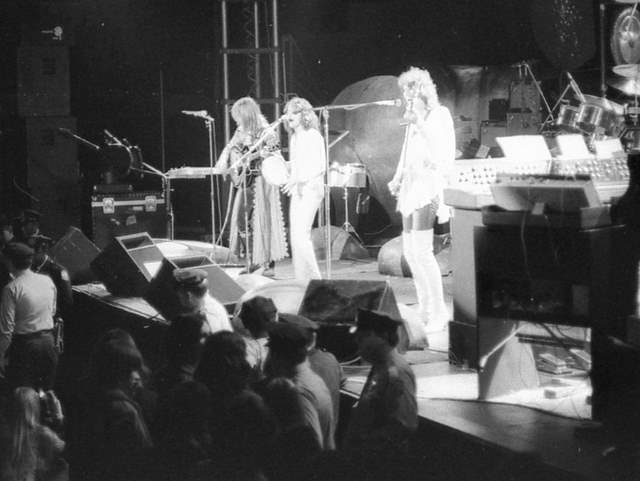
Колумбия, 1974 год

После окончания гастрольного тура 1974 года из Yes ушёл Уэйкман; причиной тому послужили как обострившиеся противоречия Рика с другими участниками группы, так и явный успех его сольного альбома. В 1976 году клавишник задумал проект создания трио, наподобие Emerson, Lake & Palmer, однако в итоге не вошёл в состав новой группы. Впоследствии она была названа UK, и её участниками стали: бывший соратник Уэйкмана — ударник Бруфорд, коллега последнего по King Crimson — басист Джон Уэттон, а также гитарист Аллан Холдсуорт (экс-Soft Machine) и молодой, но чрезвычайно талантливый клавишник и скрипач Эдди Джобсон, ранее выступавший в Roxy Music. Сам Уэйкман сосредоточился на записи сольных альбомов, одновременно сочиняя музыку к фильмам и сотрудничая с другими известными музыкантами.

### Бесконечные перемены
Новым клавишником группы стал швейцарец Патрик Мораз. Возникавшие опасения по поводу адекватной замены Уэйкману вскоре были совершенно рассеяны; Мораз оказался весьма искушённым, ориентированным на джаз музыкантом и внёс новое дыхание в творчество Yes. Был выпущен новый альбом Relayer (1974), как всегда содержавший в себе продолжительную композицию («The Gates Of Delirium»). Диск оказался на вершине испанского хит-парада. Группа отправилась в продолжительный гастрольный тур, который продолжался на протяжении 1975-1976 годов. В перерывах между концертами каждый из участников Yes успел записать сольный альбом. Был также выпущен сборник Yesterdays, содержавший лучшие композиции первых двух альбомов команды.
Для записи следующего диска в группу на правах сессионного музыканта был вновь призван Рик Уэйкман. Естественно, Мораз был весьма недоволен таким положением вещей и утверждал, что его участие в творческом процессе было сведено к недопустимому минимуму. Несмотря на все сложности, итоговый результат кропотливой студийной работы — альбом Going for the One (1977) — можно занести в актив Yes. Вклад Уэйкмана был признан весьма успешным, и он вновь стал полноценным участником группы. Нужно отметить тот факт, что впервые со времён The Yes Album в оформлении нового диска не принял участие «отец» фирменного фэнтезийного стиля Yes Роджер Дин. Другим отличительным признаком новой работы стал значительно уменьшившийся формат композиций, одна из которых — «Wonderous Stories», авторства Андерсона, была издана в качестве сингла. Тем же составом Yes записали и последовавший альбом Tormato (1978), добившийся большого коммерческого успеха, несмотря на то, что выход его пришёлся на пик популярности панка. Пресса окрестила музыку группы морально устаревшей и излишне напыщенной. Однако, несмотря на такую жёсткую критику, Yes стали одной из немногих групп прогрессивного рока, сумевших остаться на плаву во второй половине 1970-х.
Альбом Tormato до сих пор является предметом жарких дискуссий в среде фанатов группы Yes. Одни утверждают, что большая часть материала диска является слабой, другие говорят, что Tormato является логическим продолжением тенденции к более популярному звучанию. Для поклонников классического стиля Yes единственной по-настоящему ценной композицией в этом альбоме стала песня «On the Silent Wings of Freedom», Сами музыканты группы также признавали, что материал этого диска нельзя назвать ровным. Дизайн обложки пластинки разработала знаменитая фирма Hipgnosis, сделавшая акцент на манипулировании с фотографиями и графическими элементами. Это в корне отличалось от концепции предыдущего автора-оформителя Роджера Дина, что пришлось по душе далеко не всем поклонникам группы. Однако следует признать, что смена визуального стиля стала вполне логичным шагом и лишь отразила общую тенденцию к существенным переменам в творчестве Yes. Несмотря на большие противоречия вокруг Tormato, группа по его следам отправилась в очень успешный гастрольный тур, продлившийся с 1978 по 1979 год.
В октябре 1979 года участники группы приступили к репетициям нового материала под руководством Роя Томаса Бэйкера, известного продюсера классических альбомов Queen и Nazareth. В результате студийная работа так и не реализовалась в выпуске очередного диска (проект получил название «Golden Age» — по названию одной из композиций), чему было множество причин. Одной из главных, по утверждению Стива Хау, стало недовольство участников группы излишне слащавым материалом, который представил Джон Андерсон. В свою очередь Джон Андерсон считал, что группа находится под давлением менеджмента, вынуждающего его писать песни, имеющие шансы на коммерческий успех. В дальнейшем эти композиции в переработанном виде были использованы как в сольном альбоме вокалиста Yes, так и отчасти — в следующем альбоме Yes Drama. В декабре работа над новым альбомом была заморожена в результате травмы ноги ударника группы Алана Уайта. В мае 1980 года Андерсон вынужден был покинуть Yes, недовольный творческим направлением и финансовыми отношениями внутри группы. За вокалистом вскоре последовал и Рик Уэйкман, утверждавший, что без характерного андерсоновского вокала команда имеет мало шансов на успех. Материалы студийных сессий с Роем Томасом Бейкером были частично опубликованы в ремастированном издании альбома Drama 2004 года.

### Начало 1980-х
Для работы над новым альбомом Yes Крис Сквайр пригласил участников дуэта The Buggles Джеффри Даунса (клавишные) и Тревора Хорна (вокал). Эти музыканты прославились благодаря успешному диску The Age of Plastic, написанному в стилистике «новой волны» и содержавшему в себе мегахит начала 1980-х «Video Killed the Radio Star». Поначалу роль новичков сводилась лишь к написанию нескольких песен для будущего диска Yes, однако в дальнейшем, в связи с уходом вокалиста Джона Андерсона и клавишника Рика Уэйкмана, было решено привлечь Даунса и Хорна для полноценного участия в команде. Существенно обновившийся состав в итоге записал диск Drama, который появился на прилавках магазинов в 1980 году. По сравнению с предыдущим альбомом звучание Yes стало значительно тяжелее, что ярче всего продемонстрировал титульный трек «Machine Messiah». В целом новое творение было принято поклонниками довольно положительно и до сих пор считается лучшей работой трио Сквайр-Хау-Уайт, однако многим всё же не хватало привычного голоса Андерсона. В сентябре 1980 года группа отправилась в гастрольный тур. Концертные выступления нового вокалиста группы Хорна в целом оказались достаточно удачными, несмотря на то, что Тревор по сути не имел опыта выступлений на таком высоком уровне, однако классический репертуар Yes всё-таки оказался ему явно не по плечу. По возвращении на родину группу ждал холодный душ от британской прессы, остро раскритиковавшей Yes в целом и Хорна в частности.

### Роспуск
После гастрольного тура в поддержку альбома Drama наступило затишье, во время которого участники Yes размышляли о будущем группы. В результате Тревор Хорн решил покинуть команду и заняться продюсерской деятельностью, также из группы ушли Алан Уайт и Крис Сквайр. Двое последних продолжили сотрудничество и вместе с бывшим гитаристом Led Zeppelin Джимми Пейджем приступили к записи нового материала. Планы по созданию нового коллектива под условным названием XYZ (сокращение от ex-Yes-and-Zeppelin) так и не были воплощены в жизнь по причине отказа участвовать в предполагаемой группе вокалиста Роберта Планта. Некоторые композиции того периода позднее были включены в репертуар возрождённой группы Yes (самые известные из них — «Mind Drive» (Keys to Ascension 2) и «Can You Imagine» (Magnification). В конце 1981 года Сквайр и Уайт записали рождественский сингл «Run With The Fox». Оставшиеся участники Yes — Хау и Даунс — решили не использовать в дальнейшем это название и организовали другую супергруппу — Asia, в состав которой, помимо них самих, вошли бывший басист King Crimson и UK Джон Уэттон, а также ударник Карл Палмер из Emerson, Lake & Palmer.

### Возвращение в 80-х

#### Cinema и 90125

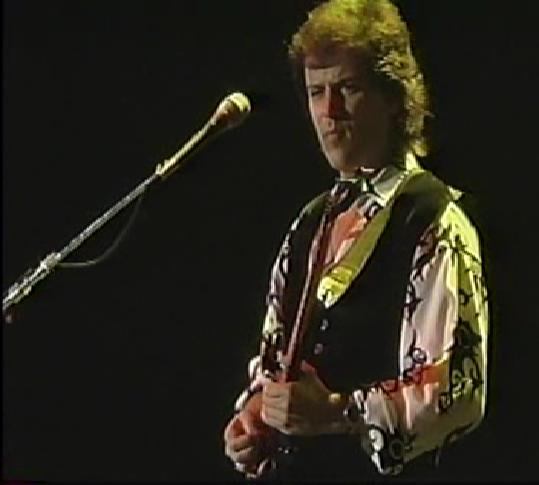
Тревор Рэбин

В 1982 году Крис Сквайр и Алан Уайт создали новую группу — Cinema. В качестве гитариста был приглашён Тревор Рэбин, на место клавишника позвали старого приятеля — Тони Кея. Рэбин уже имел за плечами солидный стаж сольного исполнителя и взялся за разработку музыкального материала, который бы соответствовал стандартам MTV, в частности, написав популярную песню «Owner of a Lonely Heart». Изначально вокальные партии планировали разделить между собой тот же Рэбин и Сквайр, однако в 1983 году на одной из вечеринок в Лос-Анджелесе последний дал прослушать демозаписи Cinema Джону Андерсону, который оказался вдохновлён этой музыкой и изъявил желание поучаствовать в проекте. Таким образом, имя Yes было возвращено из небытия. Многие поклонники группы называли эту её инкарнацию «Yes West», так как музыканты работали в Лос-Анджелесе и звучание их было главным образом ориентировано на массовую американскую аудиторию.
В 1983 году вышел альбом 90125, заметно отличавшийся от ранних работ Yes. Продюсером диска являлся бывший вокалист группы Тревор Хорн, который и стал инициатором нового электронного звучания. Новый диск группы был продан в количестве 6 миллионов экземпляров, что стало рекордом Yes. По следам небывалого коммерческого успеха команда отправилась в годовой тур по всему миру. Центральное место на диске, безусловно, заняла композиция «Owner of a Lonely Heart», моментально взлетевшая на вершины хит-парадов (в том числе в разделах R&B и диско). В сопутствующем видеоклипе за клавишами появился небезызвестный Эдди Джобсон (экс-Roxy Music). Другими популярными песнями стали «Leave It» и «It Can Happen», а композиция «Cinema» даже была удостоена престижной награды Грэмми в номинации «Лучшее инструментальное рок-исполнение».

#### Big Generator
В 1986 году группа приступила к записи нового альбома Big Generator. В процессе работы то и дело возникали разногласия (главным образом между Рэбином и Андерсоном), что замедляло процесс работы. Очередной диск заметно уступал по популярности своему предшественнику, однако всё же смог достичь показателя в 2 миллиона проданных копий. Приверженцы классического звучания Yes на сей раз были не столь разочарованы, так как наряду с коммерчески ориентированными вещами в альбоме присутствовало несколько продолжительных композиций в духе прог-рока 1970-х — «I’m Running» и «Shoot High, Aim Low». Неплохого успеха в чартах добились композиции «Love Will Find a Way» (написанная Тревором Рэбином) и «Rhythm of Love» (вдохновлённая творчеством Beach Boys). Мировой гастрольный тур 1988 года Yes завершили концертом в нью-йоркском Madison Square Garden, посвящённом 40-летию звукозаписывающей компании Atlantic Records. Заметный успех, тем не менее, так и не смог благоприятным образом повлиять на напряжённые отношения между участниками группы.

### ABWH
Недовольный новым музыкальным направлением Yes, Джон Андерсон отказался от дальнейшего участия в группе. В 1988 году он стал инициатором альтернативного проекта, имевшего целью возрождения классического звучания легендарной команды. Помимо Андерсона, в состав нового коллектива вошли другие бывшие участники Yes: Рик Уэйкман, Стив Хау и Билл Бруфорд. Последний при этом изъявил желание отказаться от употребления названия Yes, что, впрочем, было и так невозможно по коммерческим причинам (согласно новому контракту, имя группы было закреплено за Сквайром, Уайтом, Кейем, Рэбином и всё тем же Андерсоном). В итоге названием коллектива стал список её участников — Anderson Bruford Wakeman Howe (сокращённо ABWH). К группе также присоединился мультиинструменталист Тони Левин, до этого работавший с Бруфордом в King Crimson.
В 1989 году ABWH выпустили свой единственный студийный альбом. Центральная композиция диска «Brother of Mine» добилась «золотого» статуса в США, а видеоклип к песне удостоился большого внимания на MTV. Особенностью нового диска стало то, что партии для него музыканты записывали по отдельности, а студийное микширование исполнил Джон Андерсон единолично. В результате гитарист Хау остался крайне недоволен тем, как была представлена его игра. По утверждению Бруфорда, такой специфический процесс записи являлся на тот моментом единственным способом свести воедино всех четырёх бывших участников Yes. Выход под вывеской Anderson Bruford Wakeman Howe концертного альбома An Evening of Yes Music спровоцировал судебный иск по поводу нарушения авторского права со стороны Atlantic Records. Во время своих живых выступлений ABWH в равной степени использовали новый материал и классические хиты 1970-х. Каждый концерт открывался сольными номерами всех четырёх участников.

### Воссоединение
Между тем музыканты Yes погрузились в работу над материалом своего нового альбома. Параллельно велись поиски подходящего вокалиста. В частности, рассматривались кандидатуры бывшего участника Supertramp Роджера Ходжсона и Билли Шервуда из World Trade. Руководство Arista — нового лейбла квартета ABWH — всё время прощупывало почву на возможность объединения всех бывших участников Yes в единый проект. В итоге эта затея обрела реальные очертания, и в начале 1991 года музыканты Yes West и ABWH приступили к совместной деятельности. Каждая из фракций по отдельности записала свою часть материала, вокальные партии для всех без исключения песен исполнил Джон Андерсон. Крис Сквайр поучаствовал в качестве вокалиста в некоторых композициях ABWH, басовые партии для которых исполнил Тони Левин. Был организован грандиозный тур воссоединения, в котором приняли участие восемь музыкантов, в разное время выступавших в составе Yes: Андерсон, Сквайр, Хау, Рэбин, Кей, Уэйкман, Бруфорд и Уайт. Получившийся альбом не вполне оправдал возлагавшиеся на него надежды.
Альбом Union по сути состоял из двух разных частей, исполненных по отдельности ABWH (две трети композиций) и Рэбином и Сквайром при участии Билли Шервуда (четыре песни). Почти все участники проекта выразили своё недовольство по поводу тайного привлечения продюсером Джонатаном Элиасом и Андерсоном сессионных музыкантов, принявших участие в завершающей стадии студийной работы. Бруфорд впоследствии всеми способами открещивался от этого диска, а Уэйкман попросту не смог узнать свои собственные инструментальные партии после окончательной «обработки». Из более поздних интервью Джонатана Элиаса стало известно, что в ходе сессий отношения между участниками ABWH были очень напряжёнными, Уэйкман и Хау отказывались записывать материал друг друга, и потерявшие надежду на успешное завершение работы Джон Андерсон и Элиас были вынуждены привлечь массу сессионных музыкантов, в частности гитариста Джимми Хауна. Несмотря ни на что, концертный тур Union оказался одним из самых заметных музыкальных событий 1991-1992 годов, и благодаря ему слушатели получили уникальную возможность услышать практически весь классический репертуар Yes.

### Бурные90-е

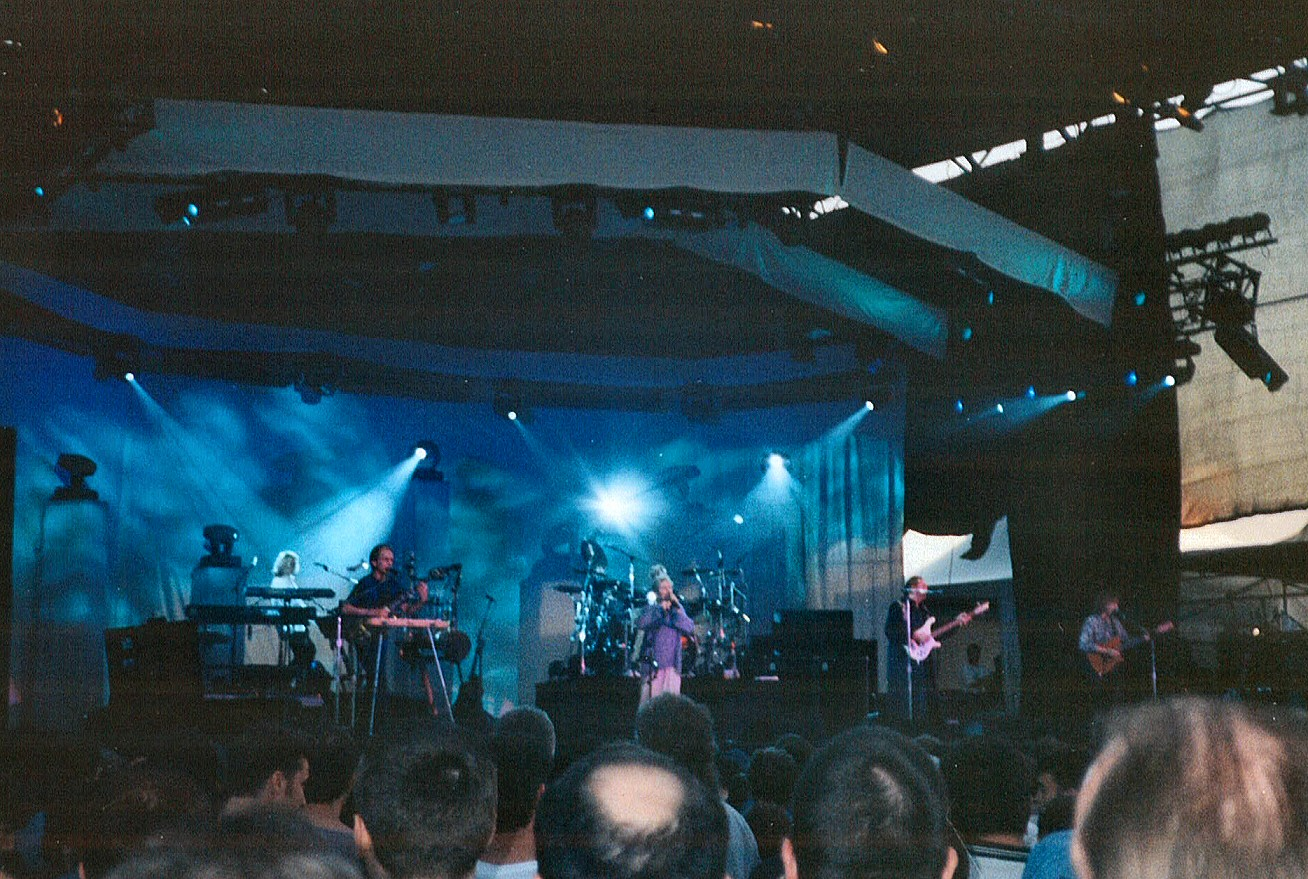
Группа Yes в 1998 году

По окончании гастрольного тура 1992 года Билл Бруфорд и Стив Хау записали инструментальный альбом классических песен Yes. Для работы над диском был ангажирован оркестр звукозаписывающей компании RCA; на двух композициях присутствовал вокал Джона Андерсона. В качестве продюсера записи выступил знаменитый Алан Парсонс. В дальнейшем Бруфорд отказался от участия в каких-либо проектах под эгидой Yes. Джон Андерсон приступил к работе над новым материалом группы совместно с Хау и Рэбином. Впоследствии Хау пришлось покинуть коллектив по настоянию менеджмента RCA, желавшего видеть в составе команды лишь музыкантов, принимавших участие в записи диска 90125. Рэбин поначалу противился такому подходу, так как надеялся привлечь к сотрудничеству Рика Уэйкмана, который в итоге отказался присоединиться к Yes из-за занятости. Позже оба высказывали сожаление по поводу того, что им так и не удалось поработать вместе в рамках Yes, однако Рэбин затем принял участие в записи сольника Рика Return to the Centre of the Earth (1999).
В результате всех пертурбаций состав Yes вернулся к своему привычному варианту 80-х годов: Андерсон, Сквайр, Рэбин, Кей и Уайт. В 1994 году был издан диск Talk, ставший одним из наиболее неудачных в карьере группы по числу продаж. Центральная композиция альбома «The Calling» хоть и стала самым впечатляющим синглом со времён «Owner of a Lonely Heart», тем не менее, подобного внимания в эфире радиостанций не удостоилась. Главным создателям Talk Андерсону и Рэбину прекрасным образом удался симбиоз классического и современного звучания. Существенный вклад в работу сделал и приглашённый Роджер Ходжсон. Для участия в концертном туре 1994 года в группу был приглашён гитарист и вокалист Билли Шервуд. В конце 1995 года из Yes ушли Тони Кей (решивший закончить музыкальную карьеру) и Тревор Рэбин (впоследствии занявшийся созданием музыки к фильмам).
Как бы в подтверждение старой поговорки «никогда не говори никогда» в 1996 году был возрождён «золотой» состав Yes в лице Андерсона, Сквайра, Уайта, Хау и Уэйкмана. Музыканты собрались вместе, чтобы дать три концерта в калифорнийском городе Сан-Луис-Обиспо. Запись этих выступлений, как и двойной концертно-студийный диск Keys to Ascension, была издана под лейблом компании CMC International. Участники группы оказались недовольны тем, что новый материал был разделён на две части, а не вышел как один альбом. Команду в очередной раз покинул Уэйкман, недовольный тем, что будущий гастрольный тур был спланирован без его участия.
Место ушедшего Уэйкмана занял клавишник и гитарист Билли Шервуд. Близкий друг лидера Yes Криса Сквайра, Шервуд добился заметного успеха в 1980-х, выступая в прог-поп-группе «World Trade». Альбом группы Open Your Eyes, вышедший в 1997 году, изначально планировался именно как совместная работа Сквайра и Шервуда. Однако в итоге диск был переработан и выпущен под вывеской Yes, главным образом по причинам контрактных обязательств. Музыканты группы, желая получить больше прав, подписали новый контракт с компанией «Beyond Music». В последовавшем концертном туре в репертуаре Yes присутствовало лишь несколько новых песен, акцент же был сделан на классических композициях, таких как «Siberian Khatru». К радости большинства поклонников, в состав группы был возвращён Стив Хау, что сделало звучание ещё более близким к 1970-м годам. Клавишные партии во время концертов исполнял приглашённый российский музыкант Игорь Хорошев (в дальнейшем он влился в состав Yes и принял участие в записи альбома The Ladder). Этот диск стал последней совместной работой группы и продюсера Брюса Фэйрберна.
Возвращение к звучанию 1970-х состоялось во многом благодаря новому клавишнику группы Игорю Хорошеву. Манера его игры имела заметное классическое влияние, также он активно использовал семплы британской команды The Prodigy. Роль Шервуда во время живых выступлений была сведена до исполнения бэк-вокала и партий ритм-гитары. Стив Хау отказался от исполнения соло-партий Рэбина, утверждая, что его стиль не совместим с этой задачей. Стив также упрекал Рэбина за недостаточно качественное исполнение классических гитарных партий из репертуара Yes, а также за излишнее смягчение звука команды, что последний, естественно, категорически отрицал. В 1999 году на DVD была издана запись концерта Yes в Лас-Вегасе. Песня «Homeworld (The Ladder)» из альбома The Ladder была использована в стратегической видеоигре Homeworld, выпущенной компанией Relic Entertainment.

### Новое тысячелетие
В преддверии нового гастрольного тура 2000 года группу вынужден был покинуть Шервуд. Во время концертных выступлений музыканты Yes исполняли основательно подзабытую композицию времён Мораза «The Gates of Delirium». По окончании гастролей из команды был уволен Хорошев, причиной чего стало его сомнительное поведение вне сцены. Поводом для увольнения послужил инцидент, когда Игорь был обвинён в одновременном домогательстве двумя собственными охранницами.
В 2001 году был издан студийный альбом Magnification. Во время записи участникам группы аккомпанировал симфонический оркестр, состоящий из 60 человек, а специальные партии и аранжировку написал знаменитый кинокомпозитор Ларри Груп. Вслед за выпуском альбома последовал гастрольный тур, во время которого к команде присоединился клавишник Том Брислин, призванный дополнить оркестр, не всегда способный адекватно интерпретировать клавишные партии из композиций Yes. В ходе концертного тура группа впервые выступила в Москве.

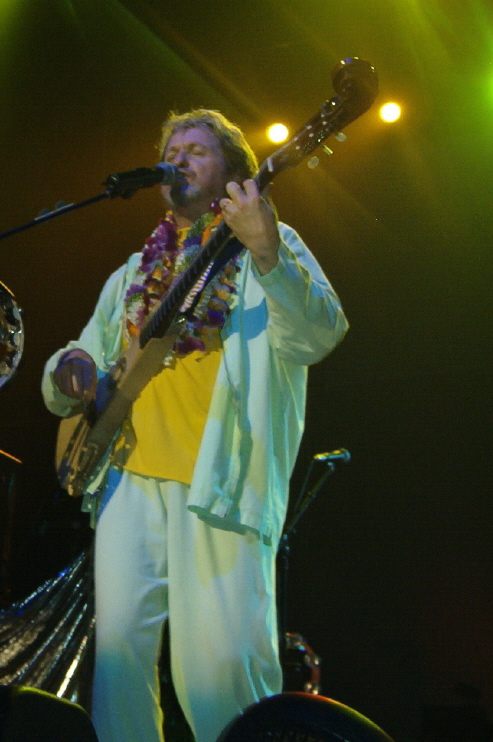
Джон Андерсон, 2003 год

В 2002 году о своём возвращении в состав Yes заявил Рик Уэйкман. Начался мировой гастрольный тур, во время которого группа после 30-летнего перерыва вновь посетила Австралию. Музыканты Yes были рады вновь оказаться в центре внимания после периода относительного затишья. Своего апогея возрождённый интерес к творчеству коллектива достиг во время празднования 35-летнего юбилея группы в 2004 году. По итогам онлайн-голосования были определены самые популярные среди фанатов композиции группы. Следуя пожеланиями публики в концертный репертуар Yes, в частности, была включена песня «South Side of the Sky» из альбома Fragile, ранее весьма нечасто звучавшая со сцены.
Безмерная любовь преданной публики была ярко продемонстрирована музыкантам Yes во время их памятного выступления в нью-йоркском Madison Square Garden. В конце знаменитой композиции «And You And I», после исполнения Стивом Хау гитарного проигрыша, зал взорвался аплодисментами. Овация продолжалась очень долго, а когда музыканты собрались продолжить выступление, оказалось, что кто-то из поклонников успел позаимствовать гитару Хау, так что финальную часть песни пришлось исполнить клавишнику Уэйкману.
Возрождённый классический состав группы исполнил ряд своих лучших песен в акустических аранжировках на специально организованном концерте, который напрямую транслировался по спутниковому телевидению. Фрагменты этого выступления была позднее включены в документальный фильм Yesspeak.
В октябре 2002 года знаменитая песня «Owner of a Lonely Heart» появилась в популярной компьютерной игре Grand Theft Auto: Vice City.
11 ноября 2004 года имело место единичное выступление альтернативного состава Yes в лице Рэбина, Хау, Сквайра, Уайта и Джоффа Даунса. Концерт состоялся на стадионе Уэмбли и был посвящён 25-летию творческой деятельности вокалиста и продюсера Тревора Хорна. Удивило отсутствие в составе Yes Джона Андерсона, официальной причиной чего стало недомогание певца (по слухам же имело место нежелание акцентировать внимание на роли Хорна в успехе группы). Отказался от своего участия и Рик Уэйкман. Несмотря на эти противоречия, поклонники Yes были рады впервые после десятилетнего перерыва услышать исполнение гитариста Тревора Рэбина, вновь, как во время гастрольного тура Union, составившего дуэт со Стивом Хау.
В 2005 году DJ Max Graham сделал ремикс на песню «Owner of a Lonely Heart», который вошёл в лучшую десятку британского хит-парада.
С 2004 года дальнейшее существование группы было поставлено под большое сомнение. Хау, Сквайр, Уэйкман и Уайт выражали готовность приступить к работе над новым материалом, однако категорический отказ вокалиста Андерсона поставил крест на этих планах. Таким образом, музыканты Yes сосредоточились на сольной деятельности. Уайт сформировал новую группу, назвав её своим именем и включив в её состав Даунса. Дебютный альбом команды вышел в свет в апреле 2006 года. Крис Сквайр в 2004 году возродил коллектив 1960-х The Syn, в котором выступал до того, как им была основана группа Yes. В октябре 2006 года серию совместных концертов провели Джон Андерсон и Рик Уэйкман. Во время выступлений они исполняли наряду с собственными песнями и классические композиции из репертуара Yes. В начале 2007 года Шервуд, Кей и Уайт, призвав под свои знамёна гитариста Джимми Хауна, организовали группу Circa. Дебютный альбом команды — Circa 2007— доступен на её официальном сайте. Первый концерт группы состоялся в августе 2007 года в американском городе Сан Хуан Капистрано. Музыканты Circa: вначале представили на суд публики композиции из своего первого альбома, а затем исполнили часовое попурри, составленное из песен группы Yes.
Попытки организации объединённого концертного тура групп White, The Syn и Стива Хау не увенчались успехом в связи с визовыми проблемами британских участников, вызванными терактами 2005 года в лондонском метро. В мае 2006 года Сквайр заявил о своём уходе из The Syn, и в том же месяце бывшие участники группы Asia, включая Хау и Даунса, объявили о начале концертного тура, посвящённого 25-летию основания группы.

### In The Present Tour
На 2008 год — год сорокалетия группы Yes — был запланирован мировой тур под названием «Close to the Edge and Back». Тур был отменён 4 июня вследствие проблем со здоровьем Джона Андерсона, находившегося несколько дней в коме в результате внезапного приступа астмы.
Североамериканский тур, получивший название In The Present, начался 4 ноября 2008 в канадском Онтарио. В группу на время тура был приглашён новый вокалист — канадец Бенуа Давид (фр. Benoît David), певший в трибьют-группах, исполнявших песни Yes, а с 1999 года являвшегося лидер-вокалистом канадской прогрессив-рок-группы Mystery. Не принял участия в турне и Рик Уэйкман — вместо него поехал его сын Оливер. Концерты были заявлены как выступление «Howe, Squire and White of YES», хотя нередко упоминаются как просто концерты «YES». В официальном пресс-выпуске Сквайр отметил:

Это не попытка заменить Джона Андерсона, потому что, как всем известно, это невозможно. Мы выступаем с Бенуа, талантливым певцом, затем, чтобы слушатели, которые ждали четыре года, могли нас услышать.
Оригинальный текст (англ.)This isn't an attempt to replace Jon Anderson, because as we all know, that would be impossible. With Benoît, we are bringing in a talented singer so that we can go out and honour the music of Yes for the fans who have waited for the past four years to see us perform.
Джон Андерсон через свой сайт выразил отрицательное отношение к этому турне группы и начал готовить к выпуску ряд собственных проектов с молодыми музыкантами.

### 2011 год и Fly from Here
В июле 2011, после десятилетнего перерыва, группа, совместно с вокалистом канадской прогрессив-рок-группы Mystery Бенуа Давидом, выпустила свой двадцатый студийный альбом Fly from Here. В его основу легла композиция We Can Fly from Here, написанная в период создания альбома Drama в 1980 году, но не вошедшая в него.
В конце 2011 года группа планировала приезд в Москву, но концерт был отменён из-за болезни одного из участников проекта.

### 2012 — настоящее время
В феврале 2012 года к Yes присоединился вокалист группы Glass Hammer Джон Дэвисон, который заменил заболевшего Бенуа Давида.
Весной 2013 года группа отправилась в турне по Северной Америке, во время которого исполняла целиком три выдающихся альбома — The Yes Album, Close to the Edge и Going for the One.
7 марта 2013 года в возрасте 65 лет скончался первый гитарист группы — Питер Бэнкс.
Весной 2014 года группа провела тур по Европе. Гастроли прошли в Англии, Бельгии, Германии, Люксембурге, Швейцарии и т. д.
С января по март 2014 в Лос-Анджелесе состоялась запись 21-го студийного альбома группы (с новым вокалистом Джоном Дэвисоном). 24 марта стало известно и название нового альбома — Heaven & Earth. Одновременно с выходом альбома группа отправилась в летний тур по городам США.
28 июня 2015 года в возрасте 67 лет скончался один из основателей группы — Крис Сквайр.
В 2018 году группа выпустила ремикс альбома 2011 года — Fly From Here — Return Trip - с вокалом Тревора Хорна и некоторым изменением в плейлисте.
В июне и июле 2019 года Yes стали хедлайнерами тура Royal Affair Tour по США с составом, включающим Asia, Джона Лоджа и Carl Palmer’s ELP Legacy with Arthur Brown. Затем последовала ранее не издававшаяся музыка, записанная во время сессий Fly from Here, выпущенная под названием From a Page, релиз, инициатором которого стал Оливер Уэйкман, написавший большую часть материала. CD-версия включает расширенное издание In the Present — Live from Lyon. Концертный альбом с тура Royal Affair Tour, озаглавленный The Royal Affair Tour: Live from Las Vegas, был выпущен в октябре 2020 года. Видео, на котором Дин создавал обложку альбома, транслировалось в прямом эфире на Facebook. Yes планировали возобновить гастроли в 2020 году, начав с короткого тура по США в марте и выступления на шоу Cruise to the Edge, за которым последовало европейское турне, продолжающее их турне Album Series Tour и включающее Relayer в полном исполнении. Оба тура были отложены из-за пандемии COVID-19. Позже в 2020 году Дэвисон и Шервуд создали Arc of Life, новую группу с участием Шеллена и клавишника Дэйва Керцнера.
Yes работали над новым материалом для своего двадцать второго студийного альбома The Quest с конца 2019 по 2021 год, при этом Хау был назначен единственным продюсером. В результате локдауна, вызванного пандемией COVID-19, участники записывали свои партии в отдельных студиях и отправляли их Хау и инженеру Кёртису Шварцу в Англию. В 2021 году Хау, Дэвисон и Даунс собрались вместе и завершили работу над альбомом. The Quest вышел 1 октября 2021 года, а два первых трека, «The Ice Bridge» и «Dare to Know», были выпущены в виде цифровых синглов. Альбом достиг 20 места в Великобритании.
После трёхлетнего перерыва Yes возобновили гастроли в июне 2022 года с туром по Великобритании и Ирландии в честь 50-летия альбома Close to the Edge. Изначально группа планировала турне «Album Series Tour» с европейским этапом, включающим Relayer в полном исполнении, но затем европейские даты были перенесены на 2023 год, а программа оставшихся британских дат была изменена. 22 мая 2022 года Yes объявили, что Уайт откажется от участия в туре 2022 года из-за проблем со здоровьем и что Шеллен заменит его на барабанах. Уайт умер 26 мая. В июне 2022 года группа начала турне, посвящённое 50-летию альбома Close to the Edge. Первоначально они планировали возобновить турне Album Series Tour с европейским этапом, включающим Relayer в полном составе, но затем даты были перенесены на 2023 год, а программа изменена . 2 октября в Сиэтле состоялся концерт в честь Уайта, в котором приняли участие специальные гости и бывший гитарист Yes Тревор Рэбин.
В январе 2023 года Yes объявили, что Warner Music Group приобрела права на запись музыки и соответствующие потоки доходов, связанные с 12 студийными альбомами с 1969 по 1987 год, а также несколькими концертными и сборными релизами.
Yes выпустили Mirror to the Sky 19 мая 2023 года. В январе Роджер Дин представил эскизы обложки нового альбома. Первый сингл из альбома, «Cut from the Stars», стал доступен с 10 марта 2023 года.
В феврале Шеллин присоединился к группе в качестве постоянного участника В мае и июне 2023 года Yes исполнили Relayer в полном составе во время тура по Европе и Великобритании. В конце года состоялся тур по Северной Америке. В январе 2024 года Билли Шервуд заявил в интервью Rolling Stone, что группа уже начала работу над своим следующим альбомом.

## Состав

### Текущий состав
- Стив Хау (Steve Howe) — гитара, бэк-вокал (1970—1981, 1990—1992, 1995—наши дни)
- Джеффри Даунс (Geoff Downes) — клавишные (1980—1981, 2011—наши дни
- Билли Шервуд (Billy Sherwood) — бас-гитара (2015—наши дни), гитара, клавишные (1997—2000), бэк-вокал (1997—2000, 2015—наши дни); концерты 1994
- Джон Дэвисон (Jon Davison) — ведущий вокал, акустическая гитара, тамбурин, клавишные (2012—наши дни)
- Джей Шеллин[англ.] (Jay Schellen) — ударные (2023—наши дни; концерты 2016—2017, 2018—2023)

### Бывшие участники
- Джон Андерсон (Jon Anderson) — ведущий вокал, перкуссия, гитара, арфа (Yes: 1968—1981, 1982—1988, 1990—2008; ARW: 2016—2018)
- Крис Сквайр (Chris Squire) — бас-гитара, вокал, бэк-вокал (1968—1981, 1982—2015; умер в 2015)
- Тони Кей (Tony Kaye) — клавишные, бэк-вокал (1968—1971, 1982—1983,  1983—1994, гастроли: 2018)
- Питер Бэнкс (Peter Banks) — гитара, бэк-вокал (1968—1970; умер в 2013)
- Билл Бруфорд (Bill Bruford) — ударные (1968—Сентябрь 1968, Ноябрь 1968—1972, 1990—1992)
- Тони О’Рейли (Tony O’Reilly) — ударные (Сентябрь 1968—Ноябрь 1968)
- Рик Уэйкман (Rick Wakeman) — клавишные (Yes: 1971—1974, 1976—1980, 1990—1992, 1995—1997, 2002—2004; ARW: 2016—2018)
- Алан Уайт (Alan White) — ударные, бэк-вокал, фортепиано, перкуссия (1972—1981, 1982—2022; умер в 2022)
- Патрик Мораз (Patrick Moraz) — клавишные (1974—1976)
- Тревор Хорн (Trevor Horn) — ведущий вокал, бас-гитара (1980—1981)
- Тревор Рэбин (Trevor Rabin) — гитара, вокал, клавишные (Yes: 1982—1994; ARW: 2016—2018)
- Эдди Джобсон (Eddie Jobson) — клавишные (Июнь 1983—Октябрь 1983)
- Игорь Хорошев — клавишные, бэк-вокал (1997—2000)
- Бенуа Давид[англ.] (Benoît David) — ведущий вокал (2008—2012)
- Оливер Уэйкман (Oliver Wakeman) — клавишные (2008—2011)

### Концертные музыканты
- Иэн Уоллес (Ian Wallace) — ударные (1968)[50]
- Кейси Янг (Casey Young) — клавишные (1984—1985)[51]
- Том Брислин (Tom Brislin) — клавишные, бэк-вокал, перкуссия (2001)
- Дилан Хау (Dylan Howe) — ударные (2017)

## Дискография

### Студийные альбомы
| Издан         | Название                                  | Позиция в чартах | Позиция в чартах |
| Издан         | Название                                  | UK               | US               |
| ------------- | ----------------------------------------- | ---------------- | ---------------- |
| Июль 1969     | Yes                                       | —                | —                |
| Июнь 1970     | Time and a Word                           | 45               | —                |
| Март 1971     | The Yes Album                             | 7                | 40               |
| Ноябрь 1971   | Fragile                                   | 7                | 4                |
| Сентябрь 1972 | Close to the Edge                         | 4                | 3                |
| Декабрь 1973  | Tales from Topographic Oceans             | 1                | 6                |
| Ноябрь 1974   | Relayer                                   | 4                | 5                |
| Июль 1977     | Going for the One                         | 1                | 8                |
| Сентябрь 1978 | Tormato                                   | 8                | 10               |
| Август 1980   | Drama                                     | 2                | 18               |
| Ноябрь 1983   | 90125                                     | 16               | 5                |
| Сентябрь 1987 | Big Generator                             | 17               | 15               |
| Апрель 1991   | Union                                     | 7                | 15               |
| Март 1994     | Talk                                      | 20               | 33               |
| Октябрь 1996  | Keys to Ascension (концертно-студийный)   | 48               | 99               |
| Ноябрь 1997   | Keys to Ascension 2 (концертно-студийный) | 62               | 159              |
| Ноябрь 1997   | Open Your Eyes                            | 105              | 151              |
| Сентябрь 1999 | The Ladder                                | 36               | 99               |
| Сентябрь 2001 | Magnification                             | 71               | 186              |
| Июль 2011     | Fly from Here                             | 30               | 36               |
| Июль 2014     | Heaven and Earth                          | 20               | 26               |
| Октябрь 2021  | The Quest                                 | 20               | —                |
| Май 2023      | Mirror to the Sky                         | 30               | —                |

### Концертные альбомы и сборники
| Издан         | Название                                      | Позиция в чартах | Позиция в чартах | Вид        |
| Издан         | Название                                      | UK               | US               | Вид        |
| ------------- | --------------------------------------------- | ---------------- | ---------------- | ---------- |
| Май 1973      | Yessongs                                      | 7                | 12               | Концертный |
| Февраль 1975  | Yesterdays                                    | 27               | 17               | Сборник    |
| Ноябрь 1980   | Yesshows                                      | 22               | 43               | Концертный |
| Ноябрь 1981   | Classic Yes                                   | —                | 142              | Сборник    |
| Ноябрь 1985   | 9012Live: The Solos                           | 44               | 81               | Концертный |
| Август 1991   | Yesyears                                      | —                | —                | Сборник    |
| Сентябрь 1992 | Yesstory                                      | —                | —                | Сборник    |
| Сентябрь 2000 | House Of Yes — Live from the House of Blues   | 36               | 99               | Концертный |
| Июль 2002     | In a Word: Yes (1969 —)                       | —                | —                | Сборник    |
| Июль 2003     | Yes Remixes                                   | —                | —                | Сборник    |
| Июль 2003     | The Ultimate Yes: 35th Anniversary Collection | 10               | 131              | Сборник    |
| Август 2005   | The Word is Live                              | —                | —                | Концертный |
| Сентябрь 2007 | Live at Montreux 2003                         | —                | —                | Концертный |
| Ноябрь 2011   | In the Present — Live from Lyon               | —                | —                | Концертный |
| Декабрь 2014  | Like It Is: Yes at the Bristol Hippodrome     | —                | —                | Концертный |

### Синглы
- «Your Move» (1971), № 40 в США
- «Roundabout» (1972), № 13 в США
- «America» (1972), № 46 в США
- «And You and I» (1972), № 42 в США
- «Wonderous Stories» (1977), № 8 в Великобритании
- «Going for the One» (1977), № 24 в Великобритании
- «Don’t Kill The Whale» (1978), № 36 в Великобритании
- «Owner of a Lonely Heart» (1983), № 1 в США — 2 недели, № 28 в Великобритании
- «Leave It» (1984), № 24 в США, № 56 в Великобритании
- «It Can Happen» (1984), № 51 в США
- «Love Will Find A Way» (1987), № 30 в США, № 73 в Великобритании
- «Rhythm Of Love» (1987), № 40 в США
- «Lift Me Up» (1991), № 86 в США
- «Make It Easy» (1991)
- «Saving My Heart» (1991)
- «The Calling» (1994)
- «Walls» (1994)
- «Open Your Eyes» (1997)
- «Homeworld (The Ladder)» (1999)
- «If Only You Knew» (2000)
- «We Can Fly» (2011)

## Видеография
| Год  | Название                  | Режиссёр         |
| ---- | ------------------------- | ---------------- |
| 1977 | «Wonderous Stories»       |                  |
| 1978 | «Don’t Kill the Whale»    |                  |
| 1978 | «Madrigal»                |                  |
| 1980 | «Tempus Fugit»            |                  |
| 1980 | «Into the Lens»           |                  |
| 1983 | «Owner of a Lonely Heart» |                  |
| 1983 | «Leave It»                |                  |
| 1983 | «It Can Happen»           |                  |
| 1985 | «Hold On» (live)          |                  |
| 1987 | «Love Will Find a Way»    |                  |
| 1987 | «Rhythm of Love»          |                  |
| 1991 | «Lift Me Up»              |                  |
| 2001 | «Don’t Go»                |                  |
| 2011 | «We Can Fly»              |                  |
| 2011 | «Live from Lyon»          | Philippe Nicolet |
| 2014 | «Like It Is»              |                  |